# Stazione di Sakaishi
La stazione di Sakaishi (堺市駅?, Sakaishi-eki) è una stazione ferroviaria del quartiere di Sakai-ku a Sakai città della prefettura di Osaka in Giappone. La stazione è gestita dalla JR West e serve la linea Hanwa.

## Linee
JR West
■ Linea Hanwa

## Struttura
La stazione è costituita da due marciapiedi laterali con 2 binari in superficie.
| 1-2 | ■ Linea Hanwa | per Ōtori, Kansai Aeroporto e Wakayama |
| 3-4 | ■ Linea Hanwa | per Tennōji e Osaka                    |

## Stazioni adiacenti
| ≪           | Servizio                                                                    | ≫           |
| Linea Hanwa | Linea Hanwa                                                                 | Linea Hanwa |
| ----------- | --------------------------------------------------------------------------- | ----------- |
| Asaka       | Locale                                                                      | Mikunigaoka |
| Tennōji     | Rapido Kankū Rapido Kishūji Rapido Rapido diretto Rapido B Rapido sezionale | Mikunigaoka |